# Batalla de Pyongyang
La batalla de Pyongyang (japonès: 平壌作戦) va ser la segona batalla més important de la Primera Guerra Sinojaponesa. Va tenir lloc el 15 de setembre del 1894 a Pyongyang, avui en dia capital de Corea del Nord, entre forces de l'Imperi Japonès i de l'Imperi Xinès. De vegades les fonts occidentals es refereixen a aquesta batalla con el nom arcaic de Batalla de Ping Yang.
Entre 13 000 i 15 000 topes xineses de l'exèrcit de Beiyang, sota el mandat del general Ye Zhichao van arribar a Pyongyang el 4 d'agost de 1894 i havien fet reparacions extenses a les antigues muralles de la ciutat, sentint-se segurs en el nombre de combatents i en la força de les seves defenses.
El Primer Exèrcit del príncep Yamagata Aritomo, de l'Exèrcit Imperial Japonès, va convergir a Pyongyang des de diverses direccions el 15 de setembre de l'any 1894. Al matí va realitzar un atac directe a les cantonades nord i sud-oest de la ciutada emmurallada, sota molt poca supervisió. La defensa xinesa fou forta, però finalment va ser superada per un inesperat atac envoltant per part dels japonesos des de la rereguarda, fet que costà als xinesos unes pèrdues enormes respecte als japonesos.

## Antecedents
El dia 4 d'agost, van arribar a Pyongyang entre 13.000 i 15.000 soldats xinesos de l'Exèrcit de Beiyang, dels quals 8.000 en vaixell i la resta a peu des de Manxúria, i es van dispersar en 27 forts, en els quals van fortificar les muralles i construir fossats, sentint-se segurs per la seva superioritat numèrica i l'entitat de les defenses. Tanmateix, les forces japoneses que ja hi eren a la Península de Corea des del juny van coincidir al nord de la ciutat amb reforços que havien desembarcat uns dies abans a la península i atacaren les fortificacions al nord de la ciutat.

## Batalla
Les tropes xineses van resistir l'atac inesperat fins a les 16:30, hora en què van aixecar una bandera blanca. Una forta pluja va impedir que es formalitzés la rendició, cosa que van aprofitar els xinesos per fugir de la ciutat.

## Conseqüències
Després de la batalla, els japonesos van avançar cap al nord fins al riu Yalu sense oposició. Els xinesos havien decidit abandonar el nord de Corea i defensar-se de la riba nord del riu Yalu. El comandament del Primer exèrcit japonès va ser lliurat pel mariscal Yamagata al general Nozu per raons de salut i el comandament de la 5a divisió va ser assumida pel tinent general Yasukata Oku.